# Eugen Heller
Eugen Heller (* 6. Mai 1862 in Murr; † 6. August 1939 in Gaildorf) war ein deutscher Geschäftsmann.

## Leben

### Kindheit, Jugend und Ausbildung
Eugen Heller wurde am 6. Mai 1862 in Murr im Landkreis Ludwigsburg als Sohn eines Müllers geboren. Wie ebendieser erlernte auch er selbst den Müllerberuf. Bereits in jungen Jahren brachte Heller es zum Obermüller in Großaltdorf bei Gaildorf. Dort absolvierte er außerdem eine kaufmännische Lehre.

### Heirat und Verselbstständigung
Eugen Heller lernte ebenfalls in Großaltdorf Eva Katharine Bandle kennen. Die beiden heirateten am 16. Februar 1886 in Gaildorf. In diesem Jahr wurde auch deren einziger Sohn Heinrich Eugen Heller geboren.
Im Alter von 25 Jahren machte sich Heller selbstständig. 1887 erwarb er von der Witwe Rosine Götz für 9550 Reichsmark das Anwesen in der Bahnhofstraße in Gaildorf (heute Bahnhofstraße 39). Dort eröffnete er einen Landesprodukten- und Mehlhandel.

### Weiteres (Geschäfts-)Leben
Heller sah in Grundstücken eine gute Geldanlage. 1891 kaufte er das heutige Gebäude Karlstraße 18 für 6500 Mark und verkaufte es 3 Jahre später für 7300 Mark wieder. 1902 drohte ihm der Verlust hoher Forderungen an die Dampfziegelei Möhrer in Gaildorf. Folglich blieb Heller nichts anderes übrig, als das Anwesen bei der Zwangsversteigerung für 15.000 Mark zu kaufen. Dieser Kauf sollte sich jedoch als sehr günstig herausstellen, denn ein Jahr später konnte Eugen Heller die Dampfziegelei für 80.000 Mark an den Cannstatter Richard Grotz weiterverkaufen. Am 19. Mai 1904 traf das Ehepaar Heller ein tiefer Schicksalsschlag. Ihr einziger Sohn Heinrich Eugen verstarb wenige Tage nach seinem 18. Geburtstag.
1912 konnte Heller sein Geschäft in die Kanzleistraße 22 verlegen. Dieses Gebäude hatte er von Oberarzt Dr. Hermann Teufel erwerben können. Ein Grund für den Umzug des Geschäftes war sicherlich die Nähe zum Gaildorfer Stadtbahnhof, denn so konnte Heller seine Waren durch die Schienenanbindung besser über weitere Entfernungen transportieren. Das Haus in der Bahnhofstraße verkaufte Heller 1919 an die Konditormeisterseheleute Karl Ruoff, welche dort das weit bekannte Café Mohrenköpfle einrichteten.
Eugen Hellers Frau Katharine verstarb 1934. Er selbst verstarb am 7. August 1939 in Gaildorf. Nach Eugen Heller wurde eine Straße in Gaildorf benannt (Eugen-Heller-Straße).

## Heller-Stiftung und Heller-Preis
Weil Eugen Hellers Sohn bereits sehr früh verstorben war, hatte er niemanden, dem er das zusammen mit seiner Frau Katharine erarbeitete Vermögen vermachen konnte. Deshalb vermachte das Ehepaar Heller das Vermögen der Stadt Gaildorf mit der Auflage, dies in eine Eugen-und-Katharine-Heller-Stiftung einzubringen. Die Einzelheiten regelte er in seinem handschriftlichen Testament sehr genau. Aus diesem Stiftungsvermögen sollen laut Eugen Heller an seinem Geburtstag, dem 6. Mai, Stipendien an Schüler bezahlt werden. Dazu schreibt Heller in seinem Testament: „Je 10 RM an den besten Schüler und an die beste Schülerin im sechsten und siebten Schuljahr (Vorschulklassen eingerechnet) in allen Schulen Gaildorfs. Je 20 RM an den besten Schüler und die beste Schülerin im achten Schuljahr (Vorschulklassen eingerechnet) in allen Schulen Gaildorfs. Je 20 RM an den besten Schüler und die beste Schülerin im neunten Schuljahr (Vorschulklassen sind ebenfalls mitzurechnen) in den Oberschulen Gaildorfs und wenn die Volksschule eine neunte Klasse hat, auch für diese Schule. Zur Klarstellung erwähne ich, daß ich diese Stipendien den etwa 12 bis 14jährigen zu erkannt wissen will, für die Bewertung soll ausschließlich die Befähigung in den geistigen Fächern maßgeblich sein; ein Unterschied in der Religionszugehörigkeit soll nicht gemacht werden. Den bedachten Schülern soll bei der Übergabe gesagt werden, die Spende sei eine Belohnung für den aufgewendeten Fleiß und es möge ein Ansporn sein, ein nützliches Glied der menschlichen Gesellschaft zu werden.“
Die jährliche Eugen-Heller-Preisverleihung gehört zu den festlichen Höhepunkten des Gaildorfer Schullebens und hält in der Stadt und ihrer Umgebung die Erinnerung an das Ehepaar Heller lebendig.